# カッチ王国

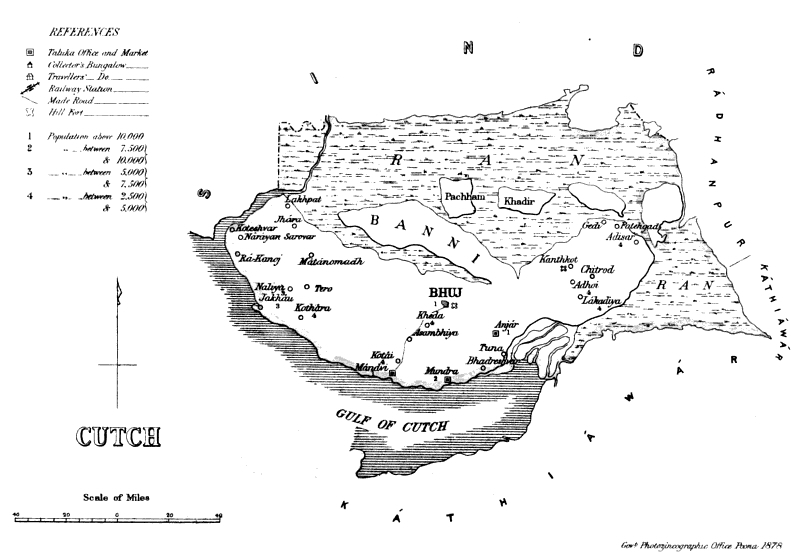
カッチ王国の地図

カッチ王国（カッチおうこく、英語:Kingdom of Kutch）は、かつてインドのグジャラート州のカッチ湾周辺に1147年から1819年まで存在した王国であり、1819年から1947年までカッチ藩王国（カッチはんおうこく、英語:Cutch State）としてイギリスの支配下にあった。北部はシンドと接しており数少ない海岸線を持つ藩王国であった。
英領インド帝国時代にはボンベイ管区に属した。
首都は1147年から1548年に間はラキアルヴィロ、1548年から1947の間はブジに置かれた。

## 歴史
カッチ王国の前身となる国家は1147年ごろにシンド地方からやってきたサンマー族のラコ=ジャダニによって建国され、建国からインドへの併合までジャデジャ家が統治した。

## 宗教
ジャデジャ家はヒンドゥー教徒であった。一族の祖先神と国家神を兼ねるアシャプラ・マタを崇拝しており、主要な寺院はマタ・ノ・マドに存在する。
1901年の国勢調査によると、藩王国の人口はヒンドゥー教徒がおよそ30万人、イスラム教徒が約11万人、ジャイナ教徒が7万人であった。また、人口の約9%がラージプートであり、ブラーフミンを含むその他のヒンドゥー教カーストが全体の24%を占めていた。

## 言語
カッチ地方では主にカッチ語とグジャラート語が話されていた。文書や裁判所の公用語としてはグジャラート語が使用されていた。

## 経済
トゥナ、ラクパット、サンダン、シンドリ、バードレサールなどの港町が海岸線に位置し、藩王国の主要な収入源であった海運貿易を支えていた。
カッチ地方の諸コミュニティは、マスカット、モンバサ、ダルエスサラーム、ザンジバルなどとの貿易で知られ、特に造船技術に秀でていた。カンドラ港は1930年にカンゲルジ3世によって新たに開発された。また、1900年から1908年にかけてカッチ藩王国鉄道が敷設され、ブジ、アンジャル、バチャウといった主要都市がトゥナやカンドラの港と結ばれた。この鉄道は物資や旅客の移動を促進し、経済活動の発展に大きく寄与した。
農業が住民の主な生業であり、小麦、コーリャン、トウジンビエ、大麦などが生産されていた。また、畜産業も重要な生業の一つであった。